# Equipos participantes en la Copa Mundial de Fútbol de 1958

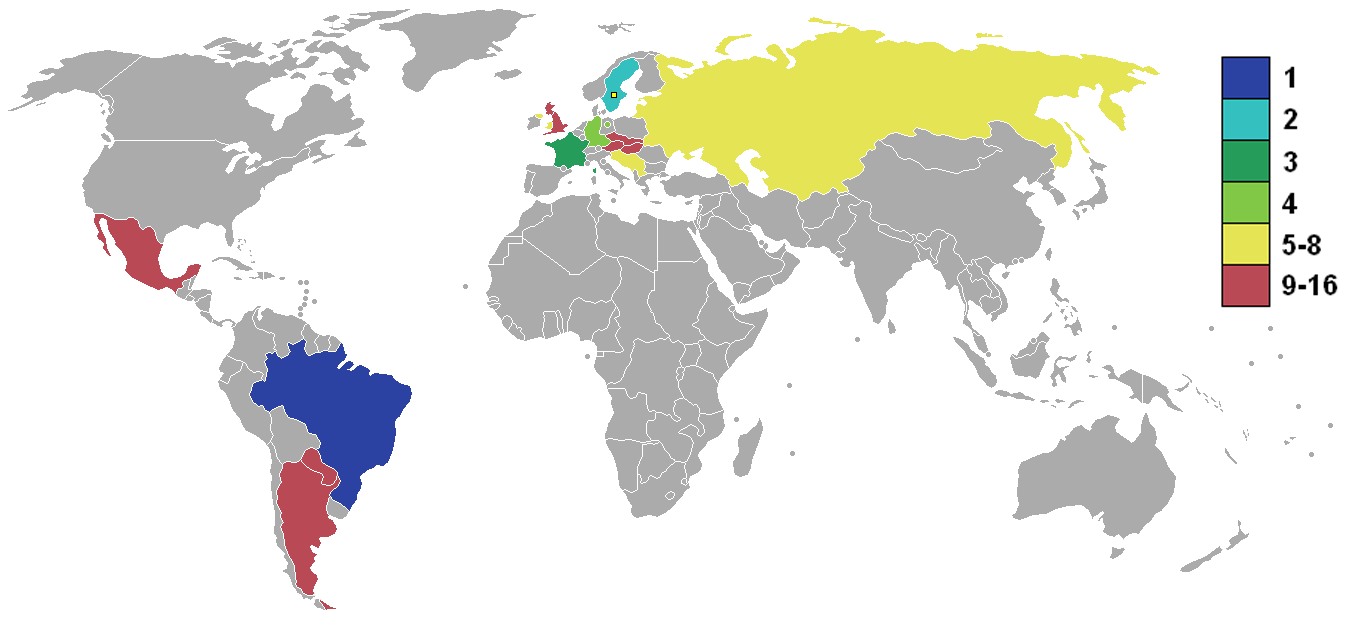
Equipos participantes de la Copa Mundial

Para la VI Copa Mundial de Fútbol, que se realizó en Suecia entre el 8 de junio y el 29 de junio de 1958, 16 equipos clasificaron a la fase final. Los 16 equipos participantes fueron divididos en cuatro grupos de cuatro integrantes. De cada grupo, los dos mejores equipos clasificaran a una segunda fase de eliminación directa, para determinar al campeón del evento.

## Equipos
A la fase final del torneo clasificaron 16 de 55 equipos que participaron en la etapa clasificatoria: 3 de Sudamérica, 12 de Europa (incluyendo a Alemania Federal, vigente campeón, y al organizador) y uno de Norteamérica. De estos 16, 3 eran debutantes en la competición. Por primera y, única vez en la historia, las cuatro selecciones del Reino Unido (Inglaterra, Escocia, Irlanda del Norte y Gales) coincidían en un Mundial.
Los equipos participantes en dicho torneo son:
| Equipo (ver en detalle) | Equipo (ver en detalle) | Equipo (ver en detalle) | Participaciones | Participaciones | Participaciones |
| Equipo (ver en detalle) | Equipo (ver en detalle) | Equipo (ver en detalle) | Total           | Cons.           | Última          |
| ----------------------- | ----------------------- | ----------------------- | --------------- | --------------- | --------------- |
|                         | Alemania Federal        | 1/1 estrellas           | 4               | 2               | 1954            |
|                         | Argentina               |                         | 3               | 1               | 1934            |
|                         | Austria                 |                         | 3               | 2               | 1954            |
|                         | Brasil                  |                         | 6               | 6               | 1954            |
|                         | Checoslovaquia          |                         | 4               | 2               | 1954            |
| Bandera de Escocia      | Escocia                 |                         | 2               | 2               | 1954            |
|                         | Francia                 |                         | 5               | 2               | 1954            |
|                         | Gales                   |                         | 1               | 1               | -               |
|                         | Hungría                 |                         | 4               | 2               | 1954            |
|                         | Inglaterra              |                         | 3               | 3               | 1954            |
|                         | Irlanda del Norte       |                         | 1               | 1               | -               |
|                         | México                  |                         | 4               | 3               | 1954            |
|                         | Paraguay                |                         | 3               | 1               | 1950            |
|                         | Suecia                  |                         | 4               | 1               | 1950            |
|                         | Unión Soviética         |                         | 1               | 1               | -               |
|                         | Yugoslavia              |                         | 4               | 3               | 1954            |